# Night Is Short, Walk On Girl
Night Is Short, Walk On Girl (jap. 夜は短し歩けよ乙女 Yoru wa mijikashi aruke yo otome) – japoński film animowany z 2017, wyprodukowany przez studio Science Saru i wyreżyserowany przez Masaakiego Yuasę. Produkcja oparta jest na powieści o tym samym tytule, napisanej przez Tomihiko Morimiego i zilustrowanej przez Yūsuke Nakamurę. Premiera w japońskich kinach odbyła się 7 kwietnia 2017.

## Fabuła
Film opowiada o wieczornym wypadzie dwojga studentów: bezimiennej kobiety – określanej w filmie jako kōhai oraz w napisach końcowych jako czarnowłosa dziewczyna – oraz bezimiennego mężczyzny, nazywanego w filmie i napisach końcowych senpai. Senpai planuje tej nocy wyznać kōhai swoje romantyczne uczucia, jednak okoliczności sprawiają, że przez większość wieczoru pozostają rozdzieleni.
Kōhai spotyka w barze zboczeńca, Tōdō. Zyskuje podziw dwójki innych bywalców, Higuchiego i Hanuki, po tym, jak uderza Tōdō, gdy ten próbuje się do niej zalecać. Higuchi i Hanuki zabierają ją na różne imprezy, na które wchodzą bez zaproszenia, gdzie kōhai pije imponujące ilości alkoholu. Później dziewczyna bierze udział w pojedynku na picie z Rihaku, istotą nadprzyrodzoną, i wygrywa.
Tymczasem senpai i kōhai udają się na festiwal książek używanych, aby odnaleźć książkę obrazkową z dzieciństwa kōhai. Na miejscu Rihaku organizuje konkurs jedzenia pikantnych potraw, w którym miłośnicy starych książek rywalizują o możliwość wyboru książki z jego rzadkiej kolekcji. Senpai zauważa, że książka kōhai znajduje się wśród tych zbiorów i postanawia wziąć udział w konkursie. Udaje mu się wygrać, jednak zabawę przerywa bóg targu ze starymi książkami (wspierany przez kōhai), który sprawia, że wszystkie książki Rihaku zostają ponownie rozdystrybuowane na festiwalu w przystępnych cenach.
Po zdobyciu książki senpai i kōhai udają się na festiwal szkolny. Senpai dowiaduje się, że kōhai ma zagrać główną rolę w finałowej scenie przedstawienia teatralnego. Próbuje zastąpić mężczyznę grającego główną rolę na scenie, ale nie udaje mu się. Przeziębiwszy się, senpai wraca do domu.
Kōhai odwiedza znajomych, których poznała tamtej nocy – wszyscy, podobnie jak senpai, złapali to samo przeziębienie. Opiekuje się nimi, pomagając im wrócić do zdrowia. Ostatnią osobą, jaką odwiedza jest senpai, który wręcza jej egzemplarz Ratatatam i sugeruje wspólną wizytę w antykwariacie. Kōhai z entuzjazmem się zgadza. Film kończy się sceną, w której spotykają się w kawiarni przed wizytą w księgarni.

## Obsada
| Postać                                       | Seiyū            |
| -------------------------------------------- | ---------------- |
| Senpai                                       | Gen Hoshino      |
| Czarnowłosa dziewczyna                       | Kana Hanazawa    |
| Kierownik zarządzający na szkolnym festiwalu | Hiroshi Kamiya   |
| Bieliźniany przywódca                        | Ryūji Akiyama    |
| Seitarō Higuchi                              | Kazuya Nakai     |
| Hanuki-san                                   | Yūko Kaida       |
| Bóg targu ze starymi książkami               | Hiroyuki Yoshino |
| Kiko-san                                     | Seiko Niizuma    |
| Nise-Jōgasaki                                | Jun’ichi Suwabe  |
| Księżniczka Daruma                           | Aoi Yūki         |
| Johnny                                       | Nobuyuki Hiyama  |
| Tōdō-san                                     | Kazuhiro Yamaji  |
| Rihaku                                       | Mugihito         |

## Produkcja i wydanie
Film został stworzony w większości przez tę samą główną ekipę produkcyjną, która pracowała nad serią The Tatami Galaxy. Wśród twórców znaleźli się autor oryginału Tomihiko Morimi, pierwotny projektant postaci Yūsuke Nakamura, a także Nobutaki Itō jako projektant postaci i główny animator nadzorujący. Scenariusz opracował Makoto Ueda, a reżyserią zajął się Masaaki Yuasa. Zespół Asian Kung-Fu Generation również powrócił, aby napisać i wykonać piosenkę przewodnią „Kōya o aruke” (jap. 荒野を歩け).
Premiera w japońskich kinach odbyła się 7 kwietnia 2017. W Polsce pokazy filmu miały miejsce podczas 17. edycji Międzynarodowego Festiwalu Filmów Animowanych Animator, a pierwszy z nich odbył się 27 czerwca 2024.

## Odbiór
W agregatorze opinii Rotten Tomatoes film ma 90% pozytywnych ocen na podstawie 31 recenzji, ze średnią oceną 7,3/10. Konsensus krytyków na stronie brzmi: „Pomysłowo animowany, odważnie kreatywny i orzeźwiająco ambitny, The Night Is Short, Walk On Girl powinien głęboko rezonować z fanami nietuzinkowego anime”.
Serwis Metacritic, który stosuje ważoną średnią, przyznał filmowi wynik 65/100 na podstawie 7 recenzji, co wskazuje na „generalnie przychylne recenzje”.

### Wyróżnienia
| Rok  | Nagroda                                             | Kategoria                               | Nominacja                    | Rezultat  | Źródło |
| ---- | --------------------------------------------------- | --------------------------------------- | ---------------------------- | --------- | ------ |
| 2017 | Międzynarodowy Festiwal Animacji w Ottawie          | Najlepszy pełnometrażowy film animowany | Night Is Short, Walk On Girl | Wygrana   | [ 8 ]  |
| 2017 | Kataloński Międzynarodowy Festiwal Filmowy w Sitges | Najlepszy film animowany                | Night Is Short, Walk On Girl | Nominacja |        |
| 2018 | Nagroda Japońskiej Akademii Filmowej                | Animacja roku                           | Night Is Short, Walk On Girl | Wygrana   | [ 9 ]  |
| 2018 | Crunchyroll Anime Awards                            | Najlepszy film                          | Night Is Short, Walk On Girl | Nominacja | [ 10 ] |